# Andrea Bruce
Andrea Maureen Bruce (ur. 10 lipca 1955 w Saint Elizabeth) – jamajska lekkoatletka, medalistka igrzysk panamerykańskich, dwukrotna olimpijka.

## Kariera sportowa
Była wszechstronną lekkoatletką, choć największe sukcesy odnosiła w skoku wzwyż. W wieku 15 lat zajęła w nim 9. miejsce na igrzyskach Brytyjskiej Wspólnoty Narodów w 1970 w Edynburgu. Zdobyła srebrny medal w tej konkurencji na mistrzostwach Ameryki Środkowej i Karaibów w 1971 w Kingston, za swą rodaczką Audrey Reid. Na igrzyskach panamerykańskich w 1971 w Cali zdobyła srebrny medal w skoku wzwyż, przegrywając jedynie z Debbie Brill z Kanady i Audrey Reid. Zajęła 9. miejsce w tej konkurencji na igrzyskach olimpijskich w 1972 w Monachium.
Zwyciężyła w skoku wzwyż i zdobyła srebrny medal w biegu na 100 metrów przez płotki na mistrzostwach Ameryki Środkowej i Karaibów w 1973 w Maracaibo. Na kolejnych mistrzostwach Ameryki Środkowej i Karaibów w 1975 w Ponce zwyciężyła w skoku wzwyż i skoku w dal. Zdobyła brązowe medale w skoku wzwyż  (za Joni Huntley ze Stanów Zjednoczonych i Louise Walker z Kanady) oraz w pięcioboju (za Kanadyjką Diane Jones i Amerykanką Gale Fitzgerald) na igrzyskach panamerykańskich w 1975 w Meksyku. Zajęła 15. miejsce w pięcioboju na 
igrzyskach olimpijskich w 1976 w Montrealu. Była również zgłoszona do skoku w dal, lecz w nim nie wystąpiła.
Była mistrzynią Stanów Zjednoczonych w biegu na 400 metrów przez plotki w 1974.
Trzykrotnie poprawiała rekord Jamajki w biegu na 100 metrów przez płotki do czasu 13,7 s (23 kwietnia 1977 w Baton Rouge), trzykrotnie w skoku wzwyż do wyniku 1,86 m (15 października 1975 w Meksyku), dwukrotnie w skoku w dal do rezultatu 6,30 m (12 czerwca 1976 w Kingston) i raz w pięcioboju do wyniku 4391 pkt (16 października 1975 w Meksyku).